# Chevêchette cuculoïde
Glaucidium cuculoides
Espèce
Synonymes
- Noctua cuculoïdes Vigors, 1831
(protonyme)

Répartition géographique
Statut de conservation UICN

 LC  : Préoccupation mineure
Statut CITES
La Chevêchette cuculoïde (Glaucidium cuculoides) est une espèce d'oiseaux de la famille des Strigidae.

## Description
Cette petite chouette mesure de 22 à 25 cm de long, de 40 à 45 cm d'envergure et pèse de 150 à 250 g.

## Alimentation
La chevêchette cuculoïde est un rapace diurne carnivore.
Elle mange des oiseaux (en particulier des pics), des reptiles, des amphibiens et des insectes.

## Répartition et sous-espèces
D'après la classification de référence (version 14.1, 2024) de l'Union internationale des ornithologues, la Chevêchette cuculoïde possède 8 sous-espèces (ordre phylogénique) :
- G. c. cuculoides (Vigors, 1830) — centre/ouest de l'Himalaya ;
- G. c. austerum Ripley, 1948 — nord-est de l'Inde, Bhoutan et nord-ouest de la Birmanie ;
- G. c. rufescens Baker, 1926 — nord-est de l'Inde, Bangladesh, sud du Yunnan et ouest de la Birmanie ;
- G. c. whiteleyi (Blyth, 1867) — sud de la Chine et nord-est du Viêt Nam ;
- G. c. persimile Hartert, 1910 — Hainan ;
- G. c. delacouri Ripley, 1948 — nord-est du Laos et centre/nord-ouest du Viêt Nam ;
- G. c. deignani Ripley, 1948 — sud-est de la Thaïlande, sud du Cambodge et du Viêt Nam ;
- G. c. bruegeli (Parrot, 1908) — Thaïlande et sud-est de la Birmanie[2].